# Marko Klok
Marko Klok (Monnickendam, 14 de marzo de 1968) es un deportista neerlandés que compitió en voleibol, en las modalidades de sala y playa.
Participó en dos Juegos Olímpicos de Verano, obteniendo una medalla de plata en Barcelona 1992, en el torneo masculino de voleibol, y el noveno lugar en Atenas 2004, también en voleibol. Ganó una medalla de oro en el Campeonato Europeo de Vóley Playa de 1995.

## Palmarés internacional

### Voleibol
| Juegos Olímpicos | Juegos Olímpicos   | Juegos Olímpicos | Juegos Olímpicos |
| Año              | Lugar              | Medalla          | Torneo           |
| ---------------- | ------------------ | ---------------- | ---------------- |
| 1992             | Barcelona (España) | Medalla de plata | Masculino        |

### Vóley playa
| Campeonato Europeo | Campeonato Europeo             | Campeonato Europeo | Campeonato Europeo   |
| Año                | Lugar                          | Medalla            | Pareja               |
| ------------------ | ------------------------------ | ------------------ | -------------------- |
| 1995               | Saint-Quay-Portrieux (Francia) | Medalla de oro     | Michiel van der Kuip |